# Fujitova lestvica
Fujitova lestvica, poimenovana po japonskem vremenoslovcu Tetsuyu Fujitu, služi za stopnjevanje tornadov po povzročeni škodi in predvidevani hitrosti vetra (resnične hitrosti vetra v tornadih niso znanstveno izmerjene).
Ima 6 stopenj (sedma stopnja vetra F6 še ni v uporabi).
Stopnja F0 Fujitove lestvice približno ustreza 11. stopnji, stopnja F1 pa 12. stopnji Beaufortove lestvice. Uporabna je za ameriške razmere, medtem ko je za evropske razmere primernejša TORRO lestvica.

## Fujitova lestvica
| Stopnja | Hitrost | Hitrost   | Škoda      | Opis škode |
| Stopnja | m/s     | km/h      | Škoda      | Opis škode |
| ------- | ------- | --------- | ---------- | --- |
| F0      | 18-32   | okoli 116 | majhna     | Odkriti strešniki na nekaterih strehah, nekaj škode na žlebovih, odlomljene veje dreves, prevrnjena drevesa s plitvimi koreninami. Tornadi, ki ne povzročijo škode, so vedno ocenjeni z F0.                              |
| F1      | 33-50   | 116-180   | zmerna     | Strehe hiš precej odkrite, mobilni domovi prevrnjeni ali močno poškodovani, zunanja vrata izpuljena, okna in steklo polomljeni.                                                                                          |
| F2      | 51-70   | 181-250   | precejšnja | Strehe dobro grajenih hiš odtrgane, temelji lesenih hiš premaknjeni, mobilne hiše popolnoma uničene, velika drevesa zlomljena ali izruvana, lažji predmeti letijo po zraku, avtomobili se dvigujejo s tal.               |
| F3      | 71-91   | 251-330   | resna      | Cela nadstropja dobro grajenih hiš so uničena, resne poškodbe velikih objektov, npr. trgovskih centrov, obrnjeni vlaki, drevesa izruvana, težka vozila dvignjena s tal in odnesena, zgradbe s slabimi temelji odpihnjene |
| F4      | 92-115  | 331-415   | uničujoča  | Dobro grajene hiše popolnoma zravnane z zemljo, avtomobili in predmeti letijo po zraku. |
| F5      | 116-143 | 416-512   | izjemna    | Močne lesene hiše dvignjene in odpihnjene, predmeti velikosti avtomobilov letijo nekaj 100 m po zraku, z jeklom ojačene zgradbe močno poškodovane, močna deformacija konstrukcij visokih zgradb.                         |
| F6      |         | >512      | nepopisna  | neopisljiva |